# Loxosceles anomala
Espèce
Synonymes
- Calheirosia anomala Mello-Leitão, 1917

Loxosceles anomala est une espèce d'araignées aranéomorphes de la famille des Sicariidae.

## Distribution
Cette espèce est endémique du Minas Gerais au Brésil,.

## Description
Le mâle décrit par Álvares, Rodrigues et De Maria en 2004 mesure 4,41 mm et la femelle 5,54 mm.

## Publication originale
- Mello-Leitão, 1917 : Notas arachnologicas. 5, Especies novas ou pouco conhecidas do Brasil. Broteria, vol. 15, p. 74-102.